# Armoire de fer

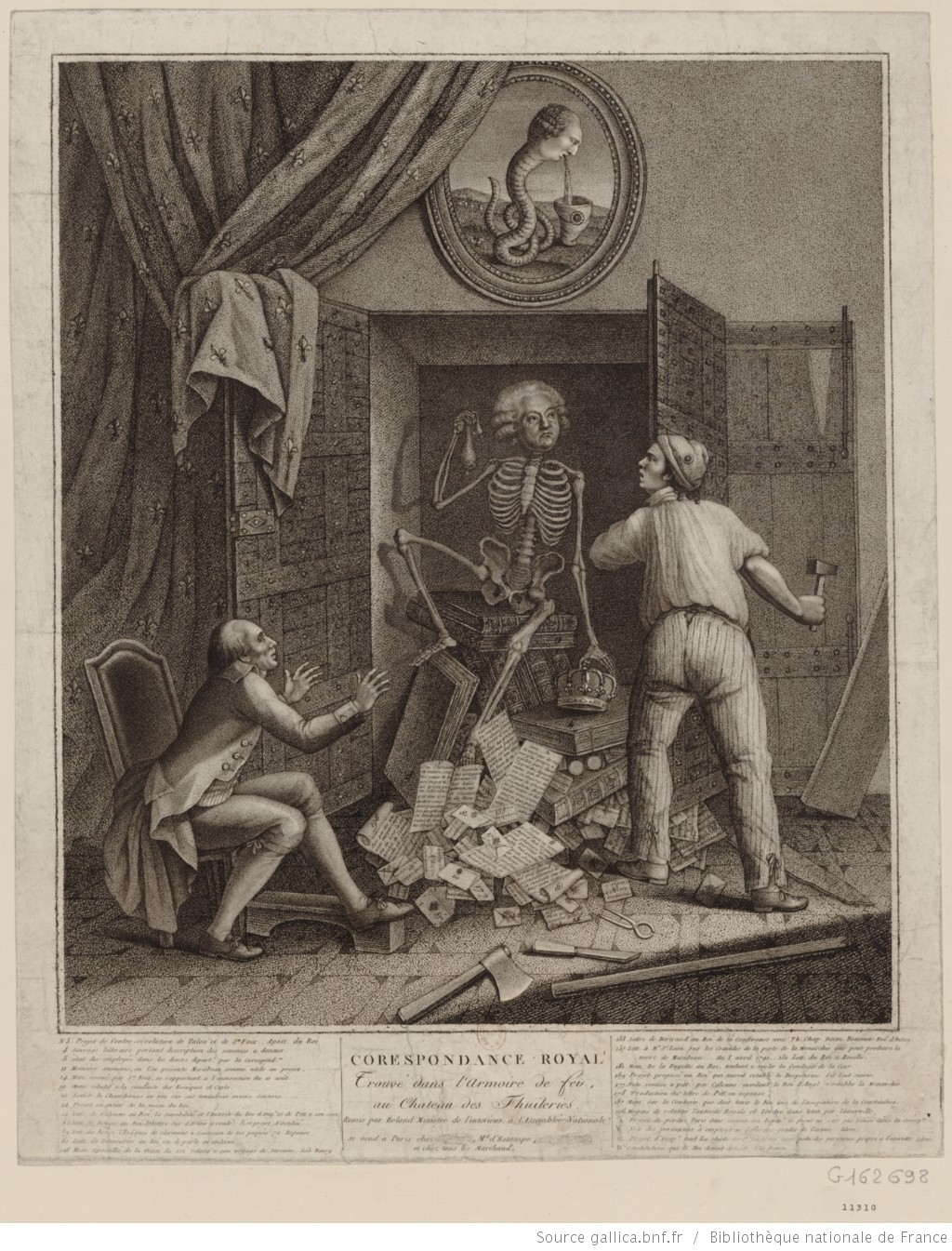
Caricatura che mostra lo scheletro di Mirabeau che esce dallArmoir de fer

Armoire de fer (armadio di ferro) è il nome dato a un armadio segreto del Palazzo delle Tuileries che si trovava incassato nel muro del corridoio che collegava la camera da letto del re Luigi XVI a quella del delfino. Per celarlo alla vista era chiuso con una porta in ferro coperta da uno strato di pittura che imitava la pietra. Luigi XVI lo fece costruire dal fabbro François Gamain per nascondervi documenti riservati e corrispondenze compromettenti.
Il 19 novembre 1792, quando alla Convenzione Nazionale si discuteva se processare il re dopo il suo fallito tentativo di abbandonare la Francia, Gamain rivelò l'esistenza dell'armadio segreto al ministro dell'Interno Roland, che il 20 novembre lo fece aprire dallo stesso Gamain. Roland, dopo aver tenuto presso di sé quanto era stato rinvenuto nell'armadio, consegnò alla Convenzione 726 carte, sollevando il sospetto di aver trattenuto e poi distrutto documenti compromettenti per i suoi amici girondini e per Danton. Il giorno dopo la Convenzione istituì la Commissione dei Dodici, poi allargata a ventun membri, che pubblicò l'inventario della documentazione.
Le carte dimostrarono i rapporti tenuti da Luigi XVI con Mirabeau, con Maximilien Radix de Sainte-Foix, con i banchieri Joseph Duruey e Tourteau de Septeuil, con Arnaud de Laporte, intendente della lista civile dalla quale venivano prelevati i fondi destinati a pagare gli agenti reali, col vescovo di Clermont François de Bonal, con i ministri Montmorin, Valdec de Lessart, Bertrand de Molleville, Louis Marie Narbonne Lara, Cahier de Gerville, Dumouriez, con La Fayette, Antoine de Rivarol e Talleyrand. I documenti rivelavano l'attività di corruzione creata da Montmorin e gestita da Collenot d'Angremont per guadagnare alla causa del re noti agitatori e oratori di club, come Santerre o François Desfieux, e vari deputati della Convenzione.
Tali rivelazioni produssero una notevole agitazione nell'opinione pubblica. Nel club dei Giacobini, il busto di Mirabeau fu distrutto e il suo ritratto, nella sala della Convenzione, fu coperto. Successivamente il suo corpo fu allontanato dal Panthéon. Talon, allora in missione in Inghilterra presso Pitt, fu messo in stato d'accusa insieme con i suoi agenti Dufresne, Saint-Léon e Sainte-Foys. Il 2 dicembre i delegati delle 48 sezioni di Parigi chiesero l'avvio del processo contro Luigi XVI, e l'11 dicembre la Commissione dei Ventuno terminò i suoi lavori depositando all'Assemblea l'atto dei «crimini di Luigi Capeto» comprendente 38 capi di accusa.